# جامع المغربي
جامع المُغْرَبي (بضم الميم وتسكين الغين وفتح الراء) ويسمى أيضا جامع النور هو مسجد يقع على الطرف الجنوبي لتلة القلعة في مكان يشرف على مدينة اللاذقية في سوريا يقع إلى جانبه باب القلعة وهو آخر الأبواب المتبقية من قلاع مدينة اللاذقية الثلاث. وتقع خلف الجامع مقبرة تسمى باسمه أيضاً «مقبرة المغربي».

## لمحة تاريخية عن اسم الجامع
ولد الشيخ محمد بن عبد الله بن أحمد بن محمد ناصر الدين في وادي درعة، في المغرب الأقصى سنة 1178هـ - 1764م في أسرة مشهورة بالعلم والصلاح. ذهب الشيخ المغربي إلى الحج سنة 1217هـ - 1802م ثم قصد المدينة المنورة، وزار بعدها القدس ومنها إلى دمشق، حيث مكث فيها ثلاثة أعوام، وانتهى به المطاف في اللاذقية التي أحبه أهلها وكان له دور كبير في تغيير أخلاقهم وتحسين أوضاعهم.
توفي في رمضان سنة 1242هـ - 1827م جراء وباء الطاعون. وعزم الناس على بناء مسجد ليهدوا ثوابه للشيخ، وتم وضع أساس البناء بداية عام 1242هـ - 1827م وسجلت على لوحة رخامية الأبيات الآتية:
وإذا تم جمع أرقام الأحرف من الشطر الثاني للبيت الأخير - وذلك على اعتبار أن الأرقام مخصصة للأحرف - يكون المجموع هو الرقم 1242، وهو تاريخ البدء ببناء الجامع بالتقويم الهجري. وقد ألحق به بناء الجامع والإيوان بعد ثلاث سنوات، ثم شرع في بناء المئذنة، وبذلك انتهى بناء الجامع. ويعتقد أن أحد تلامذة الشيخ محمد المغربي ويدعى أحمد الحلبي قد بناه، وسمي بالمغربي لأن الشيخ المغربي دفن فيه.

## وصف معماري

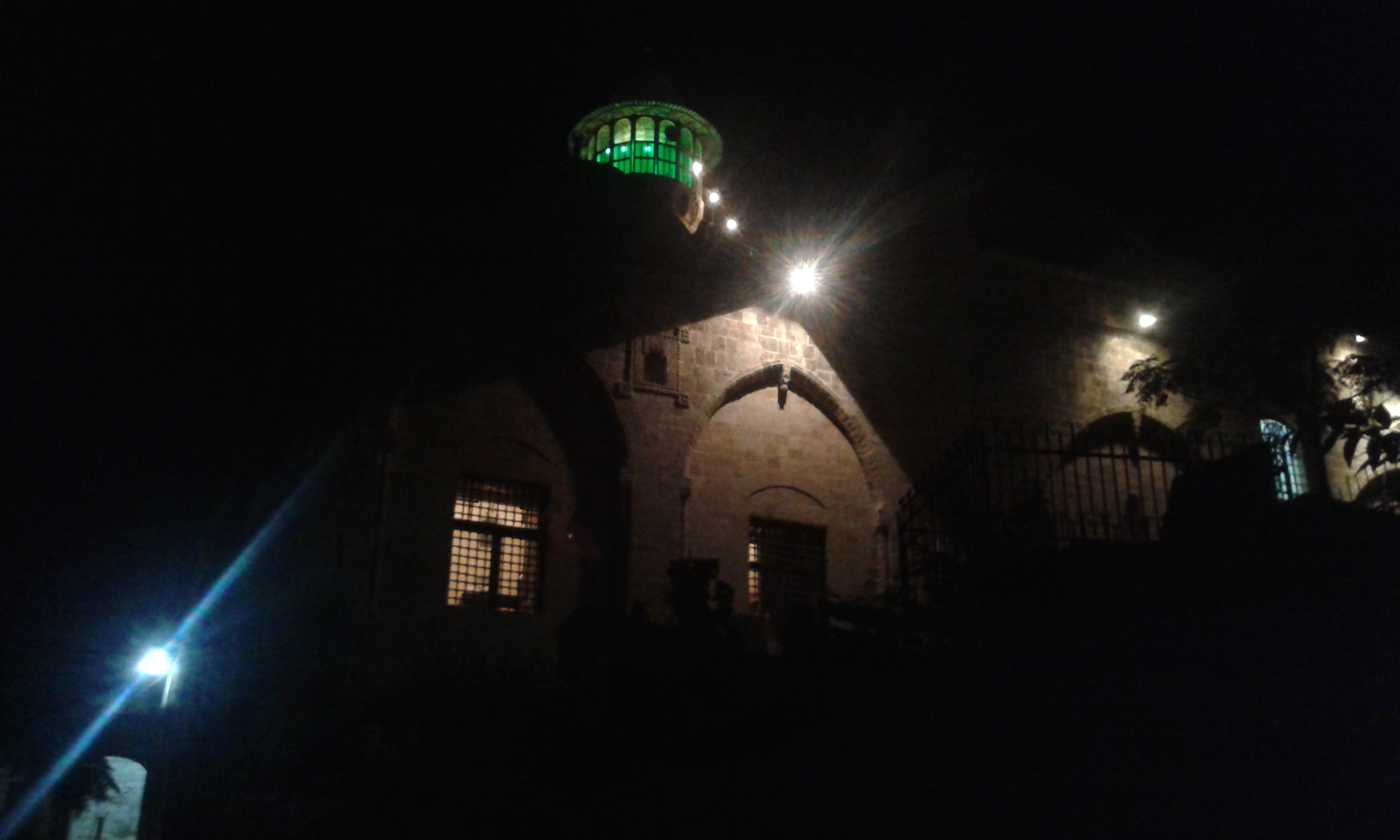
صورة لجامع المغربي ليلاً

يعد جامع المغربي من أجمل جوامع اللاذقية وأكثرها زخرفة، ويتميز الجامع بحفاظه على الطراز الذي بني عليه دون أي إضافات تذكر. وللجامع مدخلان:
- المدخل الرئيسي: غربي تتقدمه (82) درجة تتخللها (3) استراحات، وينتهي بالباب الرئيسي وهو باب خشبي كبير يعلوه قوس حجري مع لوحة حجرية مكتوب عليها:

- المدخل الثاني: شرقي ويصعد إلى هذا المدخل من الجهة الجنوبية أيضا بـ (17) درجة بعدها قوس حجري، تم تركيب الحجر فيه بطريقة معمارية مميزة وجميلة. ويفتح الباب الشرقي على ساحة كبيرة مستطيلة الشكل في وسطها بركة مستطيلة قليلة العمق.

يوجد إلى جوار البركة تاج عمود قديم كورنثي مفرغ من الداخل ليتم الوصول عبره إلى خزان ماء يقع أسفل البركة.
والجدار الغربي للجامع هو الواجهة الرئيسية ويقسمه المدخل الرئيسي إلى قسمين يمين ويسار الباب. وتوجد على هذا الجدار من جهة اليسار 6 نوافذ تطل على الغرب. وإلى يمين الباب الغربي توجد فسحة مسقوفة بأقواس حجرية على شكل نجمي يصعد إليها بدرجتين في وسطها جرن رخامي سداسي الشكل على شكل نافورة.
وتنتصب المئذنة بين الإيوان والحرم ويقع بابها في ساحة المسجد ويتم الوصول إليها عبر درج حجري حلزوني وهي مؤلفة من اثني عشر ضلعا يحيط بها طوق حجري مزخرف وقد كتب على لوحة على جدار المئذنة:
أما شرفة المئذنة فهي خشبية، تستند على مقرنصات حجرية زخرفية جميلة تعلوها قبة حجرية صغيرة وقد ضربت صاعقة مئذنة المسجد سنة "1909"م فأطاحت بها ثم أعيد بناؤها مجدداً.

## المصلى والضريح
أما المصلى فيتم الدخول إليه من الفسحة السماوية عن طريق باب خشبي عريض يبلغ "2.5" متر يعلوه قوس حجري مع زخرفة على شكل مستطيل يحيط بالباب كإطار تعلوه لوحة مستطيلة الشكل محاطة بزخرفة، وتوجد فتحتين إلى يمين ويسار اللوحة على شكل نجمة سداسية على يمين ويسار الباب الرئيسي للمصلى نافذتين تطلان على الساحة، ويوجد فوق الباب سدة خشبية وهي عبارة عن مقصورة خشبية مزينة بزخارف ملونة بأسلوب فني معرف بالنقش العجمي وكانت تستخدم لخطبة الجمعة.
و لغرفة الضريح باب واحد وهي غرفة مربعة الشكل يتوسطها مقام الإمام المغربي وبجواره قبر تلميذه أحمد الحلبي، تعلو الجدران الأربعة للضريح أقواس حجرية، أما عن سقف الضريح فهو عبارة عن قبة محمولة على مضلع ثماني، بكل ضلع نافذة خشبية وتوجد داخل الضريح ساعة خشبية مهداة من أحد السلاطين وهي بحالة جيدة ومازالت تعمل حتى الآن وتوجد على الجدار الفاصل بين غرفة الضريح والمصلى نافذتان مطلتان على المصلى ومغلقتان بقضبان نحاسية وأرضية النافذة مبلطة بالرخام.

## شعرات النبي محمد صلى الله عليه وسلم
وتحتوي إحدى الحجرتين الحجريتين على صندوق يفصلك عنه زجاج شفاف ويحتوي بداخله على ثلاثة شعرات يعتقد بأنها للنبي محمد صلى الله عليه وسلم، اثنان منها أهداها أحد السلاطين العثمانيين وواحدة أتى بها الشيخ محمد المغربي حين هجرته من مكة المكرمة إلى اللاذقية ولكن بقي الدليل غير معلوم وبات حسبان هذا الأثر على صعيد حسن الظن ليس إلا، ويقال أن الإثبات التاريخي للأثر حرق حين حرقت اللاذقية بتأثير الحروب التي مرت بها وبالتالي ذهبت مع من ذهب من الدلائل الموجودة في ديوان دار الوقف حينها، وبالتالي عملت مديرة الأوقاف على اعتبارها كذلك ويتسنى للناس التبرك بها في آخر يوم جمعة من شهر رمضان كل عام لتظهر جلية في صلاة الفجر ويستمر عرضها حتى تمام صلاة العشاء ومن ثم تعاد إلى مكانها في الحجرة داخل مدفن الشيخ وتلميذه وتصبح ساحة المسجد الواسعة والقديمة، حين عرض هذا الأثر الشريف مكتظة بالناس والزوار اللذين يبتغون الدعاء والتبرك فيها، وكانت قبلا تحت شيخ ضرير عايش الأثر لأكثر من 50 عاماً هو محمد كامل شريقي الملقب بالشيخ عطية وتوفي في المسجد أما اليوم فهي تحت رعاية الأستاذ أحمد جبيرو شيخ الجامع المغربي.

## وصلات خارجية
موقع لمزيد من الصور